# Lamezia Terme
Lamezia Terme is een gemeente in de Italiaanse provincie Catanzaro (regio Calabrië). De gemeente is in 1968 gevormd door de fusie van Nicastro, Sambiase en Sant'Eufemia.
De volgende frazioni maken deel uit van de gemeente: Nicastro, Sambiase, Sant'Eufemia Lamezia.

## Demografie
Lamezia Terme telde eind 2013 volgens ISTAT 70.452 inwoners, een stijging sinds 1991 van 0,48%.
| Jaar | Inwoneraantal |
| ---- | ------------- |
| 1991 | 70.114        |
| 2001 | 70.501        |
| 2011 | 71.324        |
| 2012 | 70.261        |
| 2013 | 70.452        |